# 111
El año 111 (CXI) fue un año común comenzado en miércoles del calendario juliano, en vigor en aquella fecha.
En el Imperio romano el año fue nombrado como el del consulado de Pisón y Bolano o menos comúnmente, como el 864 ab urbe condita, siendo su denominación como   a principios de la Edad Media, al establecerse el Anno Domini.

## Acontecimientos

### Imperio romano
- El emperador Trajano envía a Plinio el Joven como gobernador (legatus Augusti) de Bitinia.

### Asia
- El emperador indio Cenguttuvan invade el Imperio kushán y derrota a Kanishka y su hermano Vijaya en Quilaluvam (cerca de Mathurā).

## Nacimientos
- Antínoo, amante del emperador Adriano.